# Kuélap

Vy längs fästningsmuren på Kuelap.

Kuélap är en muromgärdad bosättning belägen i bergen nära städerna María och Tingo i södra delarna av Amazonas i Peru. Kuélap var ett befäst citadell och det politiska centrumet för Chachapoya-civilisationen, en civilisation som existerade mellan 900 och 1400 e.vt.
De tidigaste spåren av mänsklig närvaro dateras till 400-talet men majoriteten av byggnaderna uppfördes mellan 900- och 1100-talen. 
Kuélap var omgiven av en 600 meter lång mur med en höjd av upp till 19 meter. Över 3 000 människor kan ha bott i Kuélap innan den övergavs 1570 på grund av spanjorerna. Sedan dess har området blivit överväxt och fallit i glömska. Kuélap återupptäcktes 1843 av en slump av Juan Crisóstomo Nieto, en domare från Chachapoyas.

## Galleri

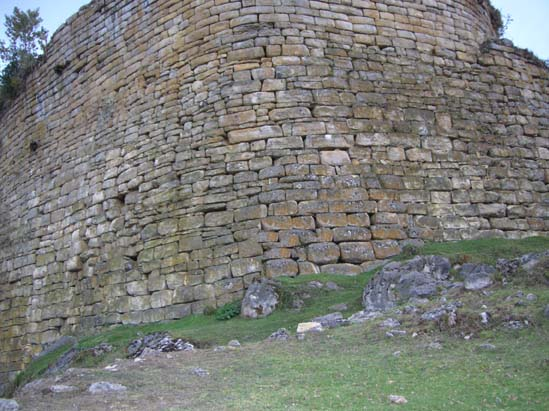
De massiva väggarna som skyddade fästningen
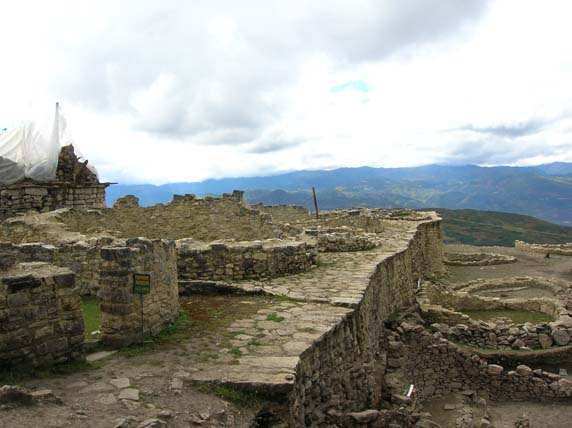
Rester av gamla byggnader
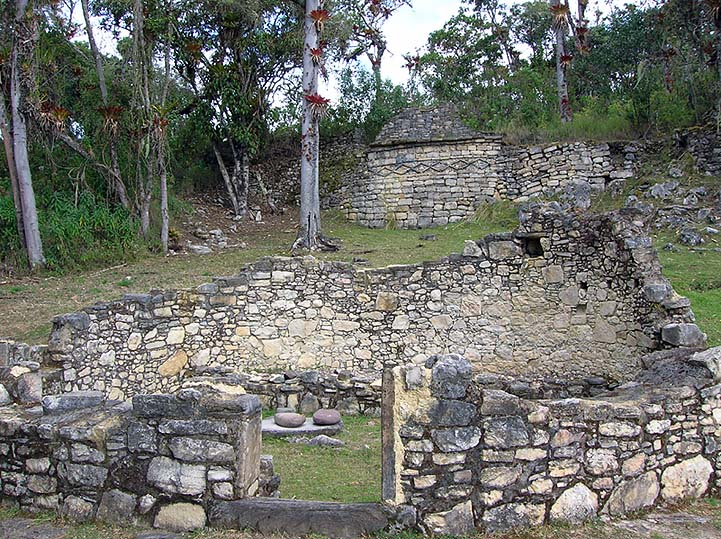
Rester av gamla byggnader